# Institut für Religionswissenschaft
Das Institut für Religionswissenschaft der Freien Universität Berlin ist eines von insgesamt 16 religionswissenschaftlichen Instituten in Deutschland, in Berlin ist es das einzige. An der Freien Universität Berlin ist es seit 1999 dem Fachbereich Geschichts- und Kulturwissenschaften zugeordnet.

## Geschichte des Instituts
Die Geschichte des Instituts reicht in die Anfangszeit der Freien Universität zurück: Es wurde 1948 als Teil der neugegründeten Freien Universität eingerichtet und bis zum Ende der 60er Jahre von Walther Braune geleitet. Braune, ein Schüler des vor den Nazis nach Amerika emigrierten evangelischen Theologen Paul Tillich, war einer von insgesamt fünf Professoren, die damals von der Ostberliner Humboldt-Universität zu der im westlichen Berlin-Dahlem neu zu gründenden Freien Universität gewechselt sind. Zu jener Zeit war der Religions- und Islamwissenschaftler Braune der einzige Professor des noch jungen, in der Boltzmannstraße (gegenüber dem Henry-Ford-Bau) gelegenen Instituts. Nach Braunes Emeritierung im Jahre 1968 tritt Klaus Heinrich seine Nachfolge an, der 1971 als ordentlicher Professor an das Institut berufen wurde (Emeritierung 1995). Heinrich definiert seine Motivation für die Übernahme des Instituts damit, das Verdrängte der Philosophie zum Gegenstand der Religionswissenschaft zu machen. Durch Überleitung einer sog. Dozentenstelle entstand eine zweite Professur, auf die Joachim Moebus berufen wurde; dieser allerdings wechselte 1978 zu den Soziologen. 1984 erhielt dann Hartmut Zinser den Ruf als zweiter Professor; 1990 wird dieser (nach einer kurzen Zeit als Professor für Religionsethnologie in Mainz) dann endgültig an die Freie Universität berufen. Im Jahre 1994 zog das Institut in die Altensteinstraße um. 2002 wurde Renate Schlesier als Professorin und Direktorin des Instituts an die FU berufen, die zuvor Professorin für kulturwissenschaftliche Anthropologie an der Universität Paderborn gewesen war.
Nach einem dritten Umzug 2008 in die Goßlerstraße waren drei Professor(inn)en am Institut tätig: Almut-Barbara Renger (von 2008 bis 2021), Renate Schlesier (von 2002 bis 2017) und der bereits erwähnte Hartmut Zinser (von 1984 bis 1988 und erneut von 1990 bis 2024), der auch nach seiner Pensionierung im Jahr 2011 weiterhin dort lehrte und forschte.
Nach der Fertigstellung des neuen Anbaus am Hauptgebäude der Freien Universität, der sogenannten „Holzlaube“, zog das Institut für Religionswissenschaft im Jahr 2015 dort, gemeinsam mit den anderen „kleinen Fächern“ des Fachbereichs Geschichts- und Kulturwissenschaften, sowie dem Studien- und Prüfungsbüro, ein.
Die Leitung des Instituts übernahm 2016 die Altphilologin und Religionswissenschaftlerin Susanne Gödde als Nachfolgerin von Renate Schlesier. Gödde war bis dahin Professorin für Griechische Philologie und Religionswissenschaft an der LMU München gewesen.

## Lehre und Forschung
Das Schwergewicht religionswissenschaftlicher Lehre und Forschung an der Freien Universität Berlin liegt auf der europäischen Tradition seit der griechischen Antike, wobei auch kulturelle Traditionen und Aktualisierungen von außereuropäischen schriftlosen und schriftzentrierten Religionen miteinbezogen werden.
Das Institut für Religionswissenschaft gliederte sich entsprechend den drei Professuren bis 2021 in verschiedene Arbeitsbereiche mit unterschiedlichen thematischen Ausrichtungen: Der schwerpunktgebende Arbeitsbereich wurde durch Schlesier vertreten, die Arbeitsbereiche Antike Religion und Kultur sowie deren Rezeptionsgeschichte und Verflechtungen in der Religionsgeschichte zwischen Asien und Europa waren bei Renger angesiedelt. Hartmut Zinser vertrat die Arbeitsbereiche Systematische Religionswissenschaft, römische und antike christliche Religionsgeschichte, sowie Religionskritik. Außerdem hatte das Institut mit der Germanistin, Anglistin, Romanistin und Ethnologin Beatrice Trînca von 2012 bis 2020 eine Juniorprofessorin mit dem Schwerpunkt „Religion und Literatur in der europäischen Kultur des Mittelalters“.
Neben der verbleibenden Professur Susanne Göddes mit der oben genannten ursprünglichen thematischen Ausrichtung des Instituts sind noch etwa 10 Beschäftigte dort tätig.

## Forschungsprojekte
Verschiedene Forschungsprojekte waren am Institut beheimatet, beziehungsweise ihm zugeordnet, darunter drei Sonderforschungsbereiche, ein Projekt der Deutschen Forschungsgemeinschaft, ein Projekt des Bundesministeriums für Bildung und Forschung sowie ein Projekt der VolkswagenStiftung:
- SFB 447: „Kulturen des Performativen“ (Teilprojekt A7: „Ritual und Risiko. Zur Performativität des Spiels zwischen Kulturanthropologie, Religion und Kunst“)
- Sfb 644: „Transformationen der Antike“ (Teilprojekt B 08: „Der differente Gott. Konstruktionen des Dionysos in der Moderne“)
- Sfb 626: „Ästhetische Erfahrung im Zeichen der Entgrenzung der Künste“ (Teilprojekt C7: „Inspiration und Subversivität. Künstlerische Kreation als ästhetisch-religiöse Erfahrung“)
- DFG-Projekt: „Die 'Rückkehr der Religionen' und die Rückkehr der Religionskritik. (Der 'Neue Atheismus' in der deutschen und US-amerikanischen Gegenwartskultur“)
- DFG-Projekt: „Leben, Werk und Wirkung der deutsch-jüdischen Historikerin und Judaistin Marianne Awerbuch“
- BMBF-Projekt: „Theater und Fest in Europa“ (Teilprojekt „Theater und Fest in der Antike“)
- Projekt der VolkswagenStiftung: „Vom Imperialmuseum zum Kommunikationszentrum? Zur neuen Rolle des Museums als Schnittstelle zwischen Wissenschaft und nicht-westlichen Gesellschaften“

Auf ein weiteres (bereits abgeschlossenes) Projekt ist aufgrund der besonderen Relevanz für die Stadt Berlin hinzuweisen: Zwischen 2001 und 2003 kartographierten Nils Grübel und Stefan Rademacher mit Hilfe von zahlreichen Studierenden die religiöse Landschaft Berlins. Ergebnis ist das Handbuch „Religion in Berlin“, welches einen Überblick über das religiöse Leben in Berlin bietet. Insgesamt wurden über 360 verschiedene Religionsgemeinschaften lexikonartig porträtiert.
Aktuell sind folgende DFG-Projekte und -Forschungsgruppen am Institut vertreten:
- Aitiologien: Figuren und Funktionen begründenden Erzählens in Wissenschaft und Literatur[8] mit dem Teilprojekt:
- Chronos und Chthonie: Figuren des Anfangs und der Gründung in antiker Mythologie und moderner Mythentheorie[9]
- Philologie des Abenteuers: Teilprojekt „Opfer und Maskerade: Der antike Abenteuerroman als Gattungshybrid“[10]
- Götterkonstellationen: Vielzahl und Gottesvorstellungen in der griechischen Antike[11]
- Opfer und Libation im antiken Griechenland: Rituelle Praxis, kulturelle Metaphorik, moderne Theorie[12]